# 7,5 cm KwK 40

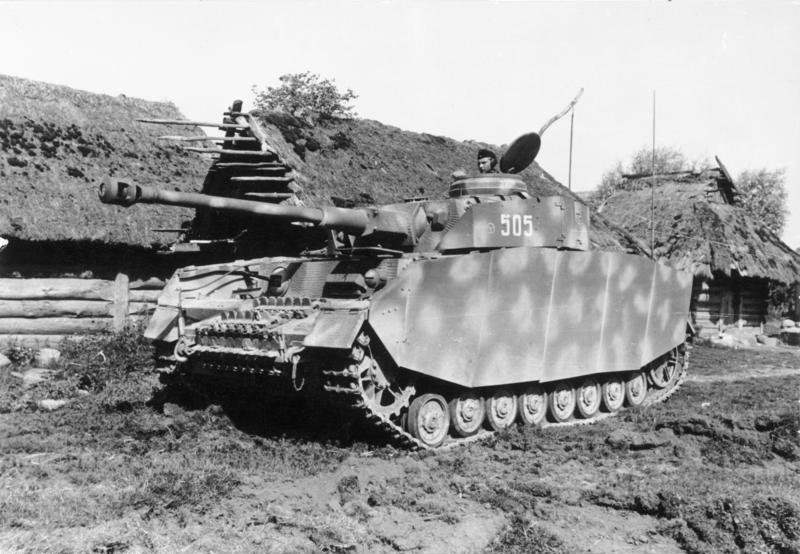
7.5 cm KwK 40/L48 на танку Panzer IV.

KwK 40 (нім. 7,5 cm Kampfwagenkanone 40) — це німецька 75 мм танкова гармата, яку використовували протягом Другої світової війни головним чином як основний калібр (англ. primary weapon) пізніх серій танка Panzer IV (зокрема моделі Ausf. F2) і штурмґешуц StuG III (починаючи з моделі Ausf. F), замінивши короткоствольну 7.5 cm KwK 37 L/24 гармату підтримки піхоти.

## Основні відомості
Відомо на сьогодні, що гармату випускали у двох варіантах, що мали різну довжину ствола: L/43 (ранній варіант) мав ствол довжиною в 43 калібри; L/48 (пізніший) — у 48 калібрів. Обидва стволи спроєктовано як головне озброєння «крейсерського» танка Sd.Kfz. 161 Panzerkampfwagen IV модифікацій F2, G і J.
Коли гармату було змонтовано на штурмгешуц, то цей варіант гармати отримав назву Sturmkanone 40 (StuK 40). Цю гармату, із часом, почали ставити як на останні серії штурмгешутц (StuG III і StuG IV), так і на деякі протитанкові самохідки типу Jagdpanzer: Jagdpanzer IV, Marder III Ausf. H і Ausf. M.
Обидва варіанти KwK40 і StuK40 було розроблено на основі випробуваної в боях протитанкової гармати Pak 40. Довжину боєприпасів було зменшено, що дозволило ефективно розміщувати в машинах, де вмонтовано KwK40 і StuK40. Поряд із Pak 40, Kwk 40/StuK 40 стали наймасовішими протитанковими гарматами німецької армії.
Версію L/43 монтували на Panzer IV і StuG III протягом короткого періоду війни з лютого по серпень 1942-го. Усі 225 танки серії Panzer IV F2 мали версію L/43 з кулеподібним дуловим гальмом. Кілька сотень із 1687 танків Panzer IV Ausf. G мали варіант L/43 з дуловим гальмом із подвійною перегородкою. StuG III з гарматою L43 мали серію Ausf. F. Із них лише 120 із 366 StuG III Ausf.F мали варіант гармати L/43. Решта 246 StuG III Ausf. F мали довшу версію StuK 40 (версію L/48). Усі Ausf. F/8 і G of StuG III отримали версію гармати L/48.
Варіант L/48 був на 334 мм (13.1 дюйма) довшою і трохи потужнішою за L/43. L/48 став стандартом для танкових гармат із червня 1942 until до кінця 2-ї світової війни. Гармату від початку було забезпечено електричним запальним механізмом, напівавтоматичним механізмом заряджання з казенної частини гармати. Застосовували лише свою, чітко визначену амуніцію.
- Ось перелік кількості танків і штурмових гармат, на які було установлено версію гармати L/48 з червня 1942 по квітень April 1945:
  - близько 6000 танків серій Ausf. G, H, J із 8800 Panzer IV;
  - 7720 штурмові гармати StuG III Ausf. G + 246 машини серії Ausf.F + 250 машини StuG III Ausf. F/8;
  - усі 1139 машини StuG IV;
  - усі 175 машини Marder III Ausf. H + усі 975 машини серії Ausf. M;
  - 780 машини з 1998-ти самоходок Jagdpanzer IV, на решту установлювали 7.5 cm KwK 42.

Як і у випадку з Pak 40, дулове гальмо гармат KwK 40 і Stuk 40 протягом розвитку серій зазнало ряд змін. Застосовували 5 типів дулового гальма, поступово збільшуючи площу гасіння полум'я вибуху. Дизайн розвивався від двоперетинкового трубоподібного до одноперетинкового кулеподібного дулового гальма, що обидва виявилися недостатніми для зниження віддачі; їм слідував двофланцевий тип починаючи з травня 1943-го року. Тип дульного гальма з переднім фланцем і заднім диском використовували з березня 1944-го року; і нарешті, було прийнято на озброєння тип дульного гальма із подвійним диском.

## Боєприпаси
KwK 40 used shell 75×495 mm. R

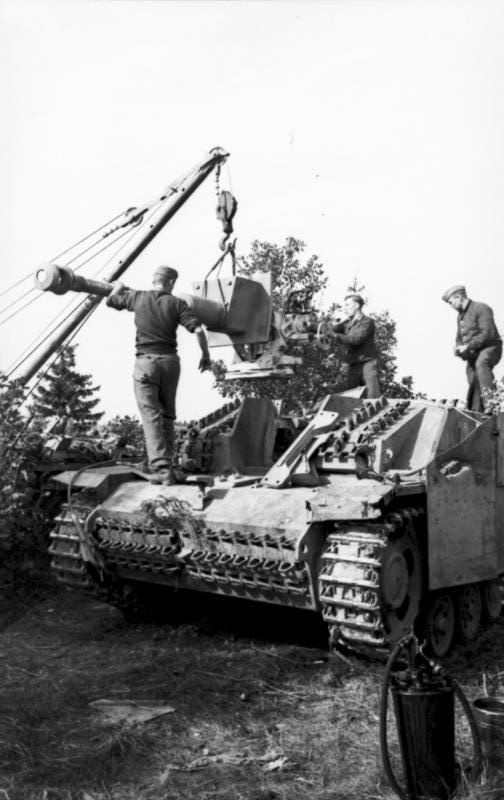
Gun maintenance on a Sturmgeschütz III.

- Pzgr. Patr. 39 KwK 40 (Armour Piercing Capped Ballistic Cap High Explosive round)
  - Muzzle velocity: 790 m/s
  - Projectile: Panzergranate 39 (Pzgr. 39)
  - Projectile weight: 6.80 kg
  - Explosive filler: 18 g of RDX/wax
  - Fuze: BdZ 5103 or BdZ 5103* base fuze
  - Round weight: 11.52 kg
  - Cartridge case height: 495 mm
  - Propelling charge: 2.410 kg of Digl. R.P. G1
  - Primer: electric, model C/22 or C/22 St.

- Pzgr. Patr. 40 KwK 40 (Armour Piercing Composite Rigid)
  - Muzzle velocity: 990 m/s
  - Projectile: Panzergranate 40
  - Projectile weight: 4.10 kg
  - Explosive filler: none
  - Fuze: none
  - Round weight: 8.61 kg
  - Cartridge case height: 495 mm
  - Propelling charge: 2.2 kg of Gu. R.P. 7,7
  - Primer: electric, model C/22 or C/22 St.

- Gr. Patr. 38 HL/B KwK 40 (High Explosive Anti-Tank)
  - Muzzle velocity: 475 m/s
  - Projectile: Gr. 38 HL/B
  - Projectile weight: 4.60 kg
  - Explosive filler: 0.51 kg of RDX/wax
  - Fuze: A.Z. 38 St
  - Round weight: 7.36 kg
  - Cartridge case height: 495 mm
  - Propelling charge: 0.43 kg of Gu. Bl. P.-AO
  - Primer: electric, model C/22 or C/22 St.

- Gr. Patr. 38 HL/C KwK 40 (High Explosive Anti-Tank)

- 7.5 cm Sprgr.Patr.34 KwK 40 (High Explosive) L/48
  - Muzzle velocity: 550 m/s
  - Projectile: Sprgr. 34
  - Projectile weight: 5.75 kg
  - Explosive filler: 0.66 kg of amatol
  - Fuze: kl. A.Z. 23 (0,15) umg. nose fuze
  - Round weight: 8.71 kg
  - Cartridge case height: 495 mm
  - Propelling charge: 0.755 kg of Gu. Bl. P.-AO
  - Primer: electric, model C/22 or C/22 St.

## Порівняння бронепробійності
| Gun type            | Barrel Length (mm) | Ammunition Type  | Muzzle velocity (m/s) | Penetration (mm) | Penetration (mm) | Penetration (mm) | Penetration (mm) | Penetration (mm) |
| Gun type            | Barrel Length (mm) | Ammunition Type  | Muzzle velocity (m/s) | 100 m            | 500 m            | 1000 m           | 1500 m           | 2000 m           |
| ------------------- | ------------------ | ---------------- | --------------------- | ---------------- | ---------------- | ---------------- | ---------------- | ---------------- |
| 7.5 cm KwK 37 L/24  | 1766.5 mm          | K.Gr.Patr.rot.Pz | 385                   | 41               | 39               | 35               | 33               | 30               |
| 7.5 cm StuK 40 L/43 | 3281 mm            | Pzgr.Ptr.39      | 740                   | 99               | 91               | 82               | 72               | 63               |
| 7.5 cm StuK 40 L/48 | 3615 mm            | Pzgr.Ptr.39      | 790                   | 106              | 96               | 85               | 74               | 64               |

## Бронетехніка, де встановлювалась гармата

### L/43
- SdKfz.161/1 Panzerkampfwagen IV Ausf. F2/G (Little to no difference between the two models.)
- SdKfz.142/1 Sturmgeschütz III (StuG III) Ausf. F

### L/48
- SdKfz.161/2 Panzerkampfwagen IV Ausf. G (Later production G's.)
- SdKfz.161/2 Panzerkampfwagen IV Ausf. H
- SdKfz.161/2 Panzerkampfwagen IV Ausf. J
- SdKfz.142/1 Sturmgeschütz III (StuG III) Ausf. F/8
- SdKfz.142/1 Sturmgeschütz III (StuG III) Ausf. G
- SdKfz.167 Sturmgeschütz IV (StuG IV)